# Amphiselenis chama
Genre
Espèce
Amphiselenis chama est une espèce sud-américaine de lépidoptères (papillons) de la famille des Riodinidae. Elle est la seule représentante du genre monotypique Amphiselenis.

## Systématique
L'espèce Amphiselenis chama a été décrite par l'entomologiste allemand Otto Staudinger en 1887, sous le nom initial de Lasaia chama.
Elle est l'espèce type et l'unique espèce du genre Amphiselenis, décrit en 1888, également par Staudinger.

## Distribution
L'espèce est présente en Colombie et au Venezuela.